# Enrique Ísmodes
Carlos Enrique Ísmodes (Lima, 2 de marzo de 1983) es un exfutbolista peruano. Jugaba de mediocampista. Obtuvo un título nacional el año 2002 con Sporting Cristal.
Tiene 42 años y es hermano mayor del también futbolista Damián Ísmodes. 

## Clubes
| Club                        | País | Año         |
| --------------------------- | ---- | ----------- |
| Sporting Cristal "B"        | Perú | 2001        |
| Sporting Cristal            | Perú | 2002 - 2003 |
| Universidad San Martín      | Perú | 2004 - 2005 |
| Alianza Lima                | Perú | 2006        |
| Coronel Bolognesi FC        | Perú | 2007 - 2008 |
| Colegio Nacional de Iquitos | Perú | 2009        |
| Total Chalaco               | Perú | 2010        |
| UTC                         | Perú | 2011        |
| Deportivo Coopsol           | Perú | 2012        |
| Sport Boys                  | Perú | 2013        |
| Carlos A. Mannucci          | Perú | 2014        |
| Sport Boys                  | Perú | 2015        |

## Palmarés
| Título                    | Club              | País | Año  |
| ------------------------- | ----------------- | ---- | ---- |
| Torneo Clausura           | Sporting Cristal  | Perú | 2002 |
| Primera División del Perú | Sporting Cristal  | Perú | 2002 |
| Torneo Apertura           | Sporting Cristal  | Perú | 2003 |
| Torneo Apertura           | Alianza Lima      | Perú | 2006 |
| Torneo Clausura           | Coronel Bolognesi | Perú | 2007 |

### Copas internacionales
| Título     | Equipo             | País | Año  |
| ---------- | ------------------ | ---- | ---- |
| Copa Kirin | Selección del Perú | Perú | 2005 |